# Smithfield Fair
Gli Smithfield Fair sono un gruppo musicale fondato a Baton Rouge nel 1973 dai fratelli Bobby e Brian Dudley Smith.

## Storia

### Gli inizi
Dopo che il bassista Tom English, il primo contratto discografico del trio arrivò nel 1974 quando lavorarono con il famoso produttore Bud Reneau (cantautore/produttore, Dobie Gray e altri) a Nashville. Soprannominata da un recensore come "la perfetta café band", si trasferirono successivamente ad Alexandria, in Louisiana, dove i fratelli di Dudley, Joel e Bob, membri fondatori, si unirono a tempo pieno. Il gruppo, in quel caso, venne rinominato temporaneamente "Charmer",  e pubblicò il suo primo singolo, "A Place In Your Heart" nel 1977 per la One Way Records di Floyd Soileau, divenendo popolari a livello regionale.

### Dopo il 1978
Con la Rapides Records indipendente nel 1980, pubblicarono il loro primo album, Only the Wind n seguito da Must Be the Gypsy nel 1982, che li spinse ad aprire concerti per artisti come  Zachary Richard e Arlo Guthrie.
Nel 1983, Joel uscì dal gruppo per perseguire altri progetti, ma si riunì nel 1985 per un certo periodo. Sempre nel 1983 il cantautore Jan Dedon Smith si unì ai fratelli Dudley-Brian e Bob e il gruppo continuò ad esibirsi in concerti con artisti come Jesse Winchester, John Prine, John Fahey, Nancy Griffith; in tournée nel sud con i Washington Squares di New York; ed esibirsi in celebri teatri come lo Storyville Jazz Hall a New Orleans, il Rockafella's a Houston e persino per l'Esposizione Universale del 1984.Nel 1987 tornò nella band il polistrumentista Greg Robert, già presente negli anni settanta; egli si unì ai quattro fratelli, già presenti nella band; la formazione divenne così pressoché identica a quella dei Charmer, gruppo meno conosciuto che faceva piccoli tour, fondato dagli stessi fratelli Smith.

### Gli anni 2000
Le esibizioni sono continuate in luoghi come il Manship Theatre e il New Orleans Jazz & Heritage Festival e la musica degli Smithfield Fair venne sempre più utilizzata a livello nazionale in film, programmi televisivi, web e campagne radiofoniche. Dal 2015, la canzone originale del gruppo Sweet Sugar Cane è stata autorizzata dall'American Sugar Cane League con sede in Louisiana e continua come tema promozionale. Oggi, la formazione più longeva del gruppo composta da Jan (voce, fisarmonica, chitarra, pianoforte), Bob (voce, basso acustico, percussioni) e Dudley-Brian Smith (voce, chitarre acustiche, mandolino) continua a eseguire e pubblicare nuova musica originale, con il ventiduesimo album in studio, pubblicato all'inizio del 2021.

## Formazione

### Formazione attuale
- Jen Smith, voce, fisarmonica
- Bob Smith - voce, chitarra
- Joel Smith - chitarra

### Ex componenti
- Bria Kelly - voce
- Tom English - basso
- Greg Robert -  tastiera, chitarra, basso

## Discografia

### Album in studio
- Must Be the Gypsy, 1981
- Voices: Dancing in the Dust and Whistling an Ancient Tune, 1985
- Another Southern Summer, 1986
- Living in the Mainstream, 1988
- Old Souls & Ancient Hearts, 1989
- From Hebridean Shores, 1990
- A Long Way From Bonnie Argyll, 1992
- Highland Call, 1998
- Jacobites By Name, 2002
- Winds of Time, 2004
- The Longing, 2009
- Scotland, Fair Scotland, 2010
- Every New Day, 2011
- Companions, 2014
- Evermore, 2017
- Looking For Wonderland, 2021